# Küssnacht SZ
 Küssnacht este o localitate (numită în Elveția comunitate politică) cu 11.980 de locuitori. Localitatea este situată în cantonul Schwyz, Elveția. Prescurtarea SZ înseamnă cantonul Schwyz.